# Moises Padilla
Moises Padilla is een gemeente in de Filipijnse provincie Negros Occidental. Bij de laatste census in 2007 had de gemeente ruim 39 duizend inwoners.

## Geschiedenis
Moises Padilla was tot 1951 een barrio (buurt) van Isabela en heette toen nog Magallon. In Magallon was de markt van Isabela te vinden, waar de mensen uit de bergen in de buurt van de gemeenten La Castellana en Isabela hun waren verhandelden. Als dusdanig was deze buurt van bijzonder belang voor Isabela. Op 26 november 1946 echter werd in resolutie besloten om de buurten Magallon, Oidong en Guinpana-an af te laten scheiden van de gemeente Isabela. Deze resolutie werd pas een aantal jaar later door toenmalig president Elpidio Quirino op 6 juni 1951 bekrachtigd. De naam van de gemeente werd Moises Padilla uit eerbetoon voor de burgemeesterskandidaat van de NP die kort na de verkiezingen van 1951 werd doodgemarteld door politie troepen van voormalig gouverneur Rafael Lacson.

## Geografie

### Topografie
Moises Padilla ligt op ruim 85 kilometer ten zuiden van de hoofdstad Bacolod op de grens met de provincie Negros Oriental.

### Bestuurlijke indeling
Moises Padilla is onderverdeeld in de volgende 15 barangays:
| - Barangay 1 - Barangay 2 - Barangay 3 - Barangay 4 - Barangay 5 - Barangay 6 - Barangay 7 - Crossing Magallon | - Guinpana-an - Inolingan - Macagahay - Magallon Cadre - Montilla - Odiong - Quintin Remo |

## Demografie
Moises Padilla had bij de census van 2007 een inwoneraantal van 39.239 mensen. Dit zijn 4.581 mensen (13,2%) meer dan bij de vorige census van 2000. De gemiddelde jaarlijkse groei komt daarmee uit op 1,73%, hetgeen lager is dan het landelijk jaarlijks gemiddelde over deze periode (2,04%). Vergeleken met de census van 1995 is het aantal mensen met 7.889 (25,2%) toegenomen.